# Taboret

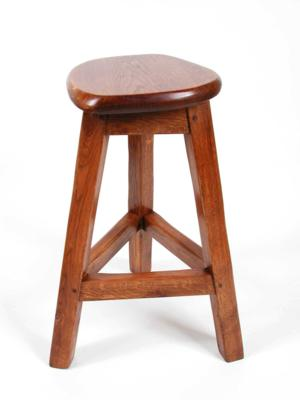
Drewniany taboret w konstrukcji skrzyniowej

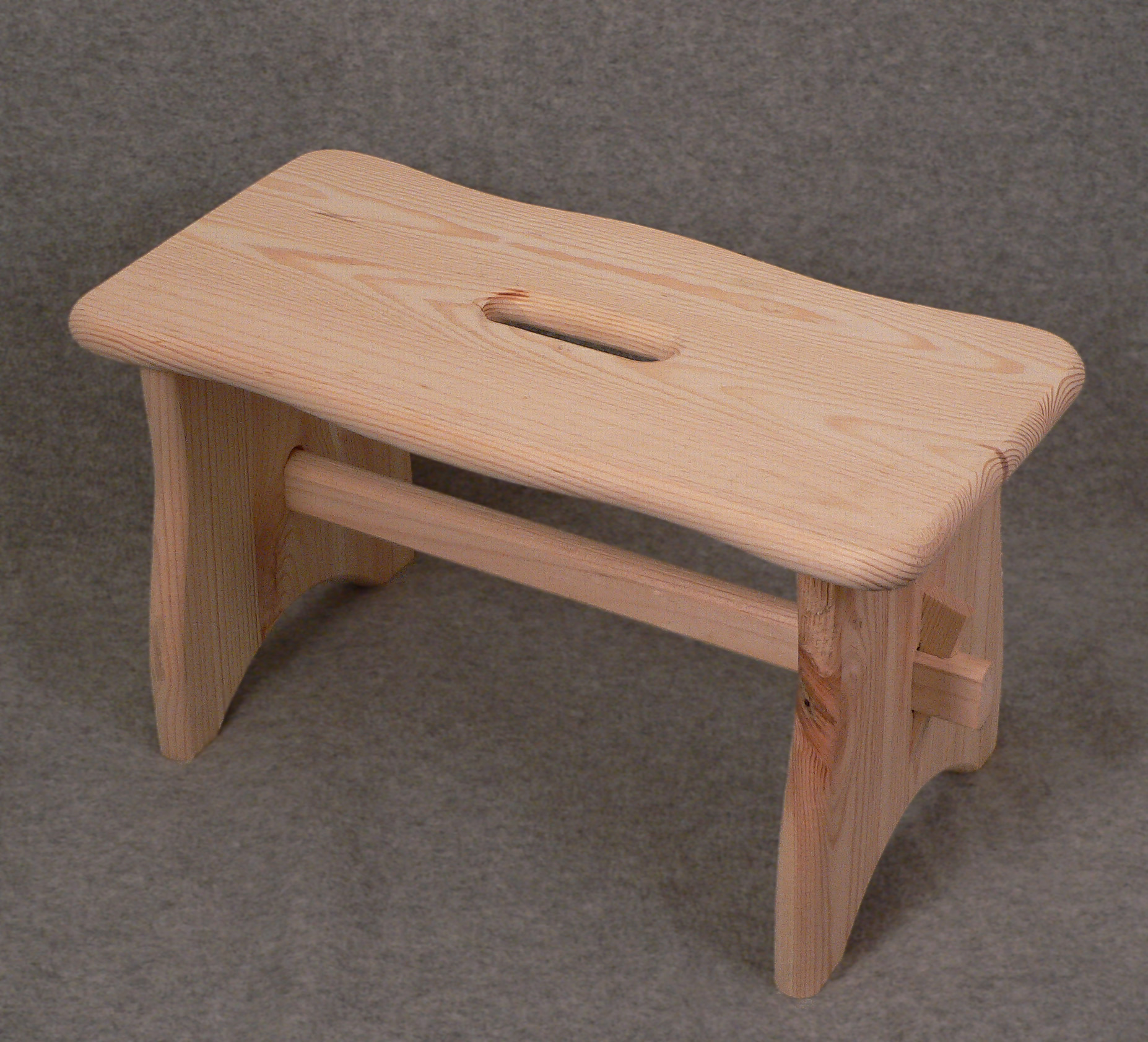
Drewniany taboret (ryczka) w konstrukcji deskowej

Taboret (z fr. tabouret, także stołek, reg. gw. ryczka) – rodzaj mebla, siedzisko z jedną lub kilkoma nogami, zwykle bez oparcia i podłokietników.
Pochodzenie stołków pozostaje niejasne, lecz pewne jest, że stanowią one jedne z najwcześniejszych form mebli drewnianych. Pierwsze wzmianki o taboretach pochodzą ze starożytnego Egiptu i Mezopotamii, gdzie funkcjonowały jako siedziska dla wyższych klas społecznych. Charakteryzowały się one niskim profilem, trzema nogami oraz często ozdobnymi detalami.
W starożytnej Grecji popularnym rodzajem stołka był difros (gr. Δίφρος), charakteryzujący się czterema nogami oraz dostępny w dwóch wariantach – stałej i składanej (difros okladias) .
W starożytnym Rzymie podobne do taboretu było krzesło kurulne (łac. sellă cŭrūlĭs) przejęte od Etrusków i dla wygody uzupełniając proste siedzisko nakładaną poduszką. W Rzymie początkowo przysługiwało ono królom, a w okresie republiki także wyższym urzędnikom (magistratus curules).
Z mebla tego wywodziło się faldistorium używane od wczesnego średniowiecza w wyposażeniu kościołów i bogatych dworów.
W okresie baroku stołki zyskały szczególne znaczenie i rolę na francuskim dworze Ludwika XIV w Wersalu. Był to okres, gdy możliwość zasiadania w obecności rodziny królewskiej stał się zaszczytem i przywilejem, który nie był dostępny dla całej szlachty. Posiadanie stołka było symbolicznym urzeczywistnieniem tego wyjątkowego przywileju. Stołki tego okresu charakteryzowały się wyściełanymi siedziskami oraz zakrzywionymi drewnianymi nogami, często ozdobionymi frędzlami.
W XIX wieku, zwłaszcza w epoce wiktoriańskiej, taborety były powszechnie używane jako dekoracyjne i praktyczne elementy wystroju wnętrz. Oferowały różnorodne wzornictwo, zdobione rzeźbieniami i intarsjami, przy użyciu różnych materiałów, takich jak drewno, metal i tkaniny. Stanowiły zarówno funkcjonalne siedziska, jak i estetyczne dodatki, podkreślając zainteresowanie ówczesnego społeczeństwa detalem i starannością w aranżacji domów.
W XX wieku taborety zaczęły być masowo produkowane, stając się powszechnie dostępnymi meblami. Współczesne taborety przybierają różnorodne formy i są wykonane z różnych materiałów, od drewna po metal czy tworzywa sztuczne. Bywają także taborety tapicerowane.
Szczególnymi odmianami taboretu są:
- puf – miękki, niski taboret z siedziskiem znajdującym się na skrzyni, obity w całości tkaniną lub skórą,
- hoker – rodzaj wysokiego stołka stosowanego w barach, na którym można siedzieć przy ladzie,
- pliant – mebel ze składanymi (najczęściej krzyżującymi się) nóżkami i naciągniętej na nie tkaniny[8].